# La Bolleria
La Bolleria o Ovellaria és una urbanització pertanyent administrativament al municipi de Torroella de Montgrí, però que forma pràcticament un continu urbanitzat amb la vila de Bellcaire d'Empordà. Es troba a la banda est de la carretera GI-632 que la separa de Bellcaire.
Sobre l'origen del nom, encara objecte de controvèrsies, no hi ha un clar posicionament. S'ha argumentat que "bolleria" és un terme documentat amb més antiguitat (s. XVII - XVIII) i el que és utilitzar al Nomenclàtor de Toponímia Major de Catalunya i per part del municipi i tindria relació amb la bolla un impost sobre la roba. “Ovellaria” topònim documentat a finals del s. XIX, tindria relació amb ramats d'ovelles. Josep Vert comenta que en època carolíngia el lloc es troba documentat sota el nom de Vellosos, "lloc de peluts", que reforçaria la idea que la ramaderia estaria establerta a la zona des d'aquella època. En aquella època el lloc pertanyia al priorat de Santa Maria d'Ullà.

## Història
L'origen del veïnat prové d'un antic mas, probablement l'actual can Baus, del que se'n tenen notícies des del segle XIII, quan la zona pertanyia al priorat d'Ullà. A principis del segle XIX, el mas de l'Ovellaria, que comprenia el mas i diversos camps, pous i camins, de 149 vessanes d'extensió (unes 32 hectàrees), va ser comprat per Lluís Albert i Hostench. El seu fill, Josep Anton Albert i Massot, Punton, va establir els primers censos en la propietat. Cada un d'aquests censos comprenia un hort, una peça de terra al pla i un olivar. La vídua de Lluís Albert Paradeda, Dolors Paradís, ambdós pares de l'escriptora Caterina Albert i Paradís, Víctor Català, va acabar la tasca de censar la propietat. És un cas de creació d'una barriada a partir de la disgregació d'un mas. Això va permetre a una cinquantena de famílies de Bellcaire d'Empordà accedir a la propietat de la terra, i algunes de les famílies que s'hi instal·laren provenien de la zona de Queralbs i practicaven la transhumància d'ovelles.